# Isekai izakaya "Nobu"
Isekai izakaya "Nobu" (異世界居酒屋「のぶ」? lett. "Il bar "Nobu" di un mondo parallelo") è una serie di light novel scritta da Natsuya Semikawa e illustrata da Kururi. Sette volumi sono stati pubblicati da Takarajimasha, sotto l'etichetta Kono light novel ga sugoi! Bunko, a partire dal 10 settembre 2014. Due adattamenti manga hanno iniziato la serializzazione il 4 luglio 2015, il primo, e il 23 ottobre 2015, il secondo. Successivamente un adattamento anime è stato annunciato il 24 novembre 2016.

## Trama
Un'osteria giapponese alla prima apertura si ritrova collegata con un mondo parallelo. Facendo buon viso a cattivo gioco, servono i clienti che lo abitano. Nobuyuki è il cuoco, Shinobu la cameriera. Giorno dopo giorno, servono cibi e bevande ai loro clienti, cercando di soddisfare al meglio le loro richieste.

## Personaggi
Nobuyuki Yazawa (矢澤 信之?, Yazawa Nobuyuki)
Doppiato da Tomokazu Sugita
Proprietario dell'Osteria Nobu, che da lui prende il nome. Apre il suo locale dopo aver lasciato il precedente lavoro presso un ristorante tradizionale giapponese, di proprietà dei genitori di Shinobu. Per gli avventori del mondo parallelo prepara le pietanze del suo mondo (Giappone); col tempo allarga il menu per includere elementi del mondo parallelo. Età 32 anni.
Shinobu Senke (千家 しのぶ?, Senke Shinobu)
Doppiata da Suzuko Mimori
Cameriera dell'Osteria Nobu. È la figlia dell'ex datore di lavoro di Nobuyuki. Diventa cameriera all'Osteria Nobu dopo essere sfuggita a un matrimonio combinato. Età 23 anni.
Hans (ハンス?)
Doppiato da Atsushi Abe
Guardia di Palazzo dell'Antica Città di Aitheria. Cliente regolare dell'Osteria Nobu. Età 23 anni.
Nikolaus (ニコラウス?)
Doppiato da Showtaro Morikubo
Guardia di Palazzo dell'Antica Città di Aitheria. Cliente regolare dell'Osteria Nobu. Età 24 anni.
Berthold (ベルトホルト?)
Doppiato da Katsuyuki Konishi
Comandante della Compagnia delle Guardie di Palazzo di cui fanno parte Hans e Nikolaus. Cliente regolare dell'Osteria Nobu. Durante lo svolgimento dell'anime, si sposa con Hermina. Età 32 anni. Viene soprannominato "Demone" per le imprese sul campo di battaglia.
Effa (エーファ?, Ēfa)
Doppiata da Misaki Kuno (久野 美咲?)
Ragazzina che vive in miseria con i fratellini, abbandonati dai genitori. In seguito ad una certa vicenda, diventa lavapiatti all'Osteria Nobu. Età 14 anni.
Hermina (ヘルミーナ?)
Doppiata da Makoto Uchida (内田 真礼?)
Figlia di un pescatore specializzato in calamari, durante l'anime sposa Berthold. A causa di un problema con l'alloggio, su richiesta di Berthold viene assunta come cameriera all'Osteria Nobu. Età 16 anni.
Gernot (ゲーアノート?)
Doppiato da Kenjirō Tsuda (津田 健次郎?)
Esattore delle tasse della Città Antica. Inizialmente approfittatore, cambia atteggiamento diventando più giusto (ma non meno rigoroso) quando quello che mangia al Nobu gli ricorda l'infanzia e i sogni che aveva all'inizio. Età 37 anni.
Edwin (エトヴィン?)
Doppiato da Chō (チョー?)
Anziano nominato recentemente diacono della chiesa locale. Fermo nella fede ma saggiamente accomodante. Età 70 anni.
Leontine du Louv (リオンティーヌ・デュ・ルーヴ?)
Doppiata da Komatsu Umiko (小松未可子?)
Mercenaria del Regno Orientale (Oilia). Ha lo status di cavaliere ed è molto abile con la spada. In passato si è scontrata con Berthold sul campo di battaglia, dandogli poi il soprannome. Età 26 anni.
Holgerー (ホルガ?)
Doppiato da Takeshi Oyama (小山 剛志?)
Meister della gilda dei fabbri. Amico d'infanzia di Lorenz, col quale ha un'accesa rivalità. Membro del Consiglio cittadino. Età 50 anni.
Lorenz (ローレンツ?)
Doppiato da Takaya Kuroda (黒田 崇矢?)
Meister onorario della gilda dei vetrai. Amico/rivale d'infanzia di Holger e padre di Hans. Membro del Consiglio cittadino. Età 50 anni.
Gotthard (ゴドハルト?)
Doppiato da Okiayu Ryutaro (置鮎 龍太郎?)
Capo della gilda del trasporto fluviale Scaglia del Dragone acquatico (水竜の鱗?, Mizuryū no uroko). Membro del Consiglio cittadino. Età 43 anni.
Reinhold (ラインホルト?)
Doppiato da Takanori Hoshino (星野 貴紀?)
Capo della gilda del trasporto fluviale Barca Salice Dorato (金柳の小舟?, Kanayanagi no kobune). Membro del Consiglio cittadino. Età 25 anni.
Eleonora (エレオノーラ?)
Doppiata da Uenida Kana (植田 佳奈?)
Capo della gilda del trasporto fluviale Canzone da Barca dell'Uccellina (鳥娘の舟唄?, Tori musume no funauta). Oltre al resto è di una bellezza travolgente. Membro del Consiglio cittadino. Età 28 anni.
Damian (ダミアン?)
Doppiato da Inoue Kazuhiko (井上 和彦?)
Ometto seguace del barone Brantano. Individuo perfido, dopo essere stato licenziato da questi, passa al servizio di Backeshof, per poi perdere di nuovo il lavoro. Età 33 anni.
Brentano (ブランターノ?)
Doppiato da Jun'ichi Suwabe (諏訪部 順一?)
Barone dell'Impero, possiede terreni e una foresta per la caccia subito fuori dalla Città Antica. Si definisce un gourmet. Età 41 anni.
Johann Gustaf (ヨハン＝グスタフ?)
Doppiato da Daisuke Namikawa (浪川 大輔?)
Conte di Badenburg. Un nobile con un territorio vicino all'antica capitale. Zio di Hildegard. Età 30 anni.
Hildegard (ヒルデガルド?)
Doppiata da Minami Aino (南條 愛乃?)
Figlia di un visconte e nipote di Johann, che l'ha presa in custodia alla morte dei genitori e l'ha un po' viziata. Ciononostante, alla fine rivela un carattere maturo per la sua età. Età 12 anni.
Ignaz (イグナーツ?)
Doppiato da Yūki Ono (小野 友樹?)
Mercante impiegato presso la Eisenschmidt, dove si occupa principalmente del commercio di cereali. Futuro cognato di Kamil. Età 26 anni.
Kamil (カミル?)
Doppiato da Shimazono Nobunaga (島﨑 信長?)
Mercante impiegato alla Eisenschmidt. Fidanzato della sorellina di Ignaz. Età 24 anni.
Rolf (ロルフ?)
Doppiato da Hiroshima Nojima (野島 裕史?)
Proprietario e cuoco della Locanda Ruota Volante. Età 63 anni.
Corona (コローナ?)
Doppiata da Satomi Arai (新井 里美?)
Moglie di Rolf e comproprietaria della Locanda. Ha un carattere deciso e caparbio. Età 58 anni.
Wolfram (ヴォルフラム?)
Nipotino di Rolf e Corona. Età 7 anni.
Bjorn (ビョェルン?)
Doppiato da Taiten Kusunoki (楠 大典?)
Proprietario del bar Orsi nel Giardino fiorito (花園の熊?, Hanazono no kuma), che ha deciso di chiudere per andare in pensione e star vicino al nipotino.
Jean-François Mount de la Vigny (ジャン＝フランソワ・モーント・ド・ラ・ヴィニー?)
Doppiato da Ryuhei Kimura (木村 良平?)
Gira raccogliendo storie misteriose, ma in realtà è una spia di Oilia. Età 35 anni.
Backeshof (バッケスホーフ?)
Doppiato da Akio Ōtsuka (大塚 明夫?)
Rappresentante capo della Società commerciale Backeshof. Individuo subdolo e disonesto. Capo del Consiglio cittadino. Età 58 anni.
Principe imperiale Konrad IV (先帝 コンラート四世?, Sentei Konrāto Shise)
Doppiato da Fumihiko Tachiki (立木 文彦?)
Ex imperatore, nonno di Johann e bisnonno di Hildegard. Età 78 anni.
Conte Kaisermark (カイゼマーク伯爵?)
Capo di uno dei Tre Territori Settentrionali, quello più a nord.
Conte Sistinmark (システィンマーク伯爵?)
Capo di uno dei Tre Territori Settentrionali, quello più a ovest.
Conte Windelmark (ウィンデルマーク伯爵?)
Capo di uno dei Tre Territori Settentrionali, quello più a est.
Volpe Bianca (白狐?, Byakko)
Doppiata da Asami Shimoda (下田 麻美?)
Entità sovrannaturale che ha preso in simpatia Nobuyuki e Shinobu. È la fautrice del collegamento tra i due mondi. Età... li porta molto bene.

## Media

### Light novel
L'opera, scritta e ideata da Natsuya Semikawa, ha iniziato la pubblicazione sul sito web Shōsetsuka ni narō il 18 ottobre 2012. Concepita dall'autore come un romanzo amatoriale, è stata poi adattata in una serie di light novel con le illustrazioni di Kururi dal 10 settembre 2014. All'8 luglio 2021 sette volumi sono stati pubblicati sotto l'etichetta Kono light novel ga sugoi! Bunko da Takarajimasha.
| Nº | Data di prima pubblicazione | Data di prima pubblicazione | Data di prima pubblicazione |
| Nº | Giapponese                  | Giapponese                  |                             |
| -- | --------------------------- | --------------------------- | --------------------------- |
| 1  | 10 settembre 2014           | ISBN 978-4-8002-3057-7      |                             |
| 2  | 9 febbraio 2015             | ISBN 978-4-8002-3721-7      |                             |
| 3  | 24 giugno 2015              | ISBN 978-4-8002-4174-0      |                             |
| 4  | 4 dicembre 2015             | ISBN 978-4-8002-4877-0      |                             |
| 5  | 7 aprile 2018               | ISBN 978-4-8002-5903-5      |                             |
| 6  | 25 maggio 2019              | ISBN 978-4-8002-9523-1      |                             |
| 7  | 8 luglio 2021               | ISBN 978-4-299-01830-4      |                             |

### Manga
Un adattamento manga di Virginia Nitōhei ha iniziato la serializzazione sulla rivista Young Ace di Kadokawa Shoten il 4 luglio 2015. Diciannove volumi tankōbon sono stati pubblicati tra il 19 dicembre 2015 e il 4 dicembre 2024. In America del Nord i diritti sono stati acquistati da Udon Entertainment.
| Nº | Data di prima pubblicazione | Data di prima pubblicazione | Data di prima pubblicazione |
| Nº | Giapponese                  | Giapponese                  |                             |
| -- | --------------------------- | --------------------------- | --------------------------- |
| 1  | 19 dicembre 2015            | ISBN 978-4-04-103780-5      |                             |
| 2  | 4 luglio 2016               | ISBN 978-4-04-104425-4      |                             |
| 3  | 4 febbraio 2017             | ISBN 978-4-04-104426-1      |                             |
| 4  | 4 luglio 2017               | ISBN 978-4-04-105793-3      |                             |
| 5  | 29 dicembre 2017            | ISBN 978-4-04-105794-0      |                             |
| 6  | 2 maggio 2018               | ISBN 978-4-04-106842-7      |                             |
| 7  | 4 ottobre 2018              | ISBN 978-4-04-107365-0      |                             |
| 8  | 4 marzo 2019                | ISBN 978-4-04-107916-4      |                             |
| 9  | 4 settembre 2019            | ISBN 978-4-04-108598-1      |                             |
| 10 | 3 marzo 2020                | ISBN 978-4-04-108599-8      |                             |
| 11 | 2 ottobre 2020              | ISBN 978-4-04-109818-9      |                             |
| 12 | 2 aprile 2021               | ISBN 978-4-04-109819-6      |                             |
| 13 | 4 ottobre 2021              | ISBN 978-4-04-111817-7      |                             |
| 14 | 4 marzo 2022                | ISBN 978-4-04-111818-4      |                             |
| 15 | 4 luglio 2022               | ISBN 978-4-04-112713-1      |                             |
| 16 | 28 dicembre 2022            | ISBN 978-4-04-113421-4      |                             |
| 17 | 4 ottobre 2023              | ISBN 978-4-04-114129-8      |                             |
| 18 | 2 maggio 2024               | ISBN 978-4-04-114826-6      |                             |
| 19 | 4 dicembre 2024             | ISBN 978-4-04-115489-2      |                             |

Un altro adattamento manga, intitolato Isekai izakaya "Nobu": Shinobu to taishō no koto gohan (異世界居酒屋「のぶ」 しのぶと大将の古都ごはん?) e scritto da Semikawa coi disegni di Kururi, ha iniziato la serializzazione sul sito Kono manga ga sugoi! Web di Takarajimasha il 23 ottobre 2015. Due volumi tankōbon sono stati pubblicati tra il 20 aprile 2016 e il 22 novembre 2018.
| Nº | Data di prima pubblicazione | Data di prima pubblicazione | Data di prima pubblicazione |
| Nº | Giapponese                  | Giapponese                  |                             |
| -- | --------------------------- | --------------------------- | --------------------------- |
| 1  | 20 aprile 2016              | ISBN 978-4-8002-4733-9      |                             |
| 2  | 22 novembre 2018            | ISBN 978-4-8002-8536-2      |                             |

### ONA
Gli ONA sono andati in rete dal 13 aprile al 14 settembre 2018, col titolo Isekai Izakaya ~Koto Aitheria no Izakaya Nobu~ (異世界居酒屋〜古都アイテーリアの居酒屋のぶ〜? lett. «L'Osteria di un Altro Mondo ~ L'Osteria Nobu dell'Antica Città di Aitheria»).
Gli episodi durano una quindicina di minuti di cui la prima decina è l'anime vero e proprio, al quale seguono i "Nobu Plus", degli spot di pochi minuti in cui si alternano, episodio per episodio, il cuoco Ryuta Kijima che propone semplici varianti da fare in casa del piatto presentato nell'episodio dispari e l'attore Kenichi Nagira che ci accompagna alla ricerca di locali specializzati nella pietanza dell'episodio pari. Ad entrambi fa da spalla la voce fuori campo di Teiyū Ichiryūsai. Nel resto del mondo, gli episodi vennero pubblicati in simulcast su Crunchyroll.

#### Episodi
| Nº | Titolo italiano Giapponese 「Kanji」 - Rōmaji                                                                           | In onda           | In onda |
| Nº | Titolo italiano Giapponese 「Kanji」 - Rōmaji                                                                           | Giapponese        |         |
| 1  | Patate in Oden 「おでんのじゃがいも」 - Oden no Jagaimo                                                                 | 13 aprile 2018    |         |
| 2  | Succosi Kara-Age 「若鶏の唐揚げ」 - Wakadori no Karāge                                                                  | 13 aprile 2018    |         |
| 3  | L'ordine impossibile della Signorina 「お嬢様の難題」 - Ojōsama no nandai                                               | 27 aprile 2018    |         |
| 4  | Il Primo Kaisendon 「はじめての海鮮丼」 - Hajimete no kaisendonburi                                                     | 27 aprile 2018    |         |
| 5  | La Napoletana speciale di Shinobu 「しのぶちゃんの特製ナポリタン」 - Shinobu-chan no tokusei Napori                     | 11 maggio 2018    |         |
| 6  | Il Giorno del Kiss 「キスの日」 - Kisu no hi                                                                            | 11 maggio 2018    |         |
| 7  | La Ladruncola 「盗人（ぬすっと）」 - Nusutto (nu~tsutto)                                                                | 25 maggio 2018    |         |
| 8  | Un Tonjiru dopo il lavoro 「仕事帰りの豚汁」 - Shigoto-gaeri no tonjiru                                                 | 25 maggio 2018    |         |
| 9  | Il Punto Debole del Comandante di Compagnia 「中隊長の弱点」 - Chū taichō no jakuten                                    | 8 giugno 2018     |         |
| 10 | Ospiti non invitati 「招かれざる客」 - Manekarezarukyaku                                                                | 8 giugno 2018     |         |
| 11 | Scontro di Maestri 「親方喧嘩」 - Oyakata kenka                                                                         | 22 giugno 2018    |         |
| 12 | La Bellezza e l'Agura-Age 「美女と油揚げ」 - Bijo to aburaage                                                           | 22 giugno 2018    |         |
| 13 | Menchi-Katsu 「メンチカツ」 - Menchikatsu                                                                               | 6 luglio 2018     |         |
| 14 | La Spia e l'Insalata 「密偵とサラダ」 - Mittei to sarada                                                                | 6 luglio 2018     |         |
| 15 | Kabayaki senza Onore 「仁義なき蒲焼き」 - Jingi naki kabayaki                                                           | 20 luglio 2018    |         |
| 16 | Il Trionfante Ritorno del Comandante di Compagnia 「中隊長の凱旋」 - Chū taichō no gaisen                               | 20 luglio 2018    |         |
| 17 | Frittura Mista d'Inizio Estate 「初夏の天ぷら盛り合わせ」 - Shoka no tenpura moriawase                                  | 3 agosto 2018     |         |
| 18 | Il Grande Dibattito Ubriaco sul Kara-Age 「三酔人のカラアゲ問答」 - San Suijin no Karaage Mondou                        | 3 agosto 2018     |         |
| 19 | La Mercenaria 「女傭兵」 - On'na yōhei                                                                                  | 17 agosto 2018    |         |
| 20 | Il Segreto della Roballaspina (Parte 1) 「トリアエズナマの秘密 (前編」 - Toriaezunama no himitsu (zenpen)               | 17 agosto 2018    |         |
| 21 | Il Segreto della Roballaspina (Parte 2) 「トリアエズナマの秘密（後編）」 - Toriaezunama no himitsu (kōhen)              | 31 agosto 2018    |         |
| 22 | Il Vecchio e il Pesce 「老人と魚」 - Rōjin to sakana                                                                    | 31 agosto 2018    |         |
| 23 | Il Racconto della Conferenza dei Tre Territori del Nord 「北方三領邦会議之顛末」 - Hoppou San Ryouhou Kaigi no Tenmatsu | 14 settembre 2018 |         |
| 24 | Birra scura dalla Città Vecchia 「古都のエール」 - Koto no ēru                                                          | 14 settembre 2018 |         |